# Rue Marcel-Sembat (Paris)
Pour les articles homonymes, voir Rue Marcel-Sembat.
La rue Marcel-Sembat est une voie du 18e arrondissement de Paris, en France.

## Situation et accès
La rue Marcel-Sembat est une voie publique située dans le 18e arrondissement de Paris. Elle débute rue Frédéric-Schneider et se termine rue René-Binet.
Elle est desservie à proximité par la ligne 4 à la station Porte de Clignancourt et par la ligne 3b du tramway d'Île-de-France à la station Angélique Compoint.

## Origine du nom

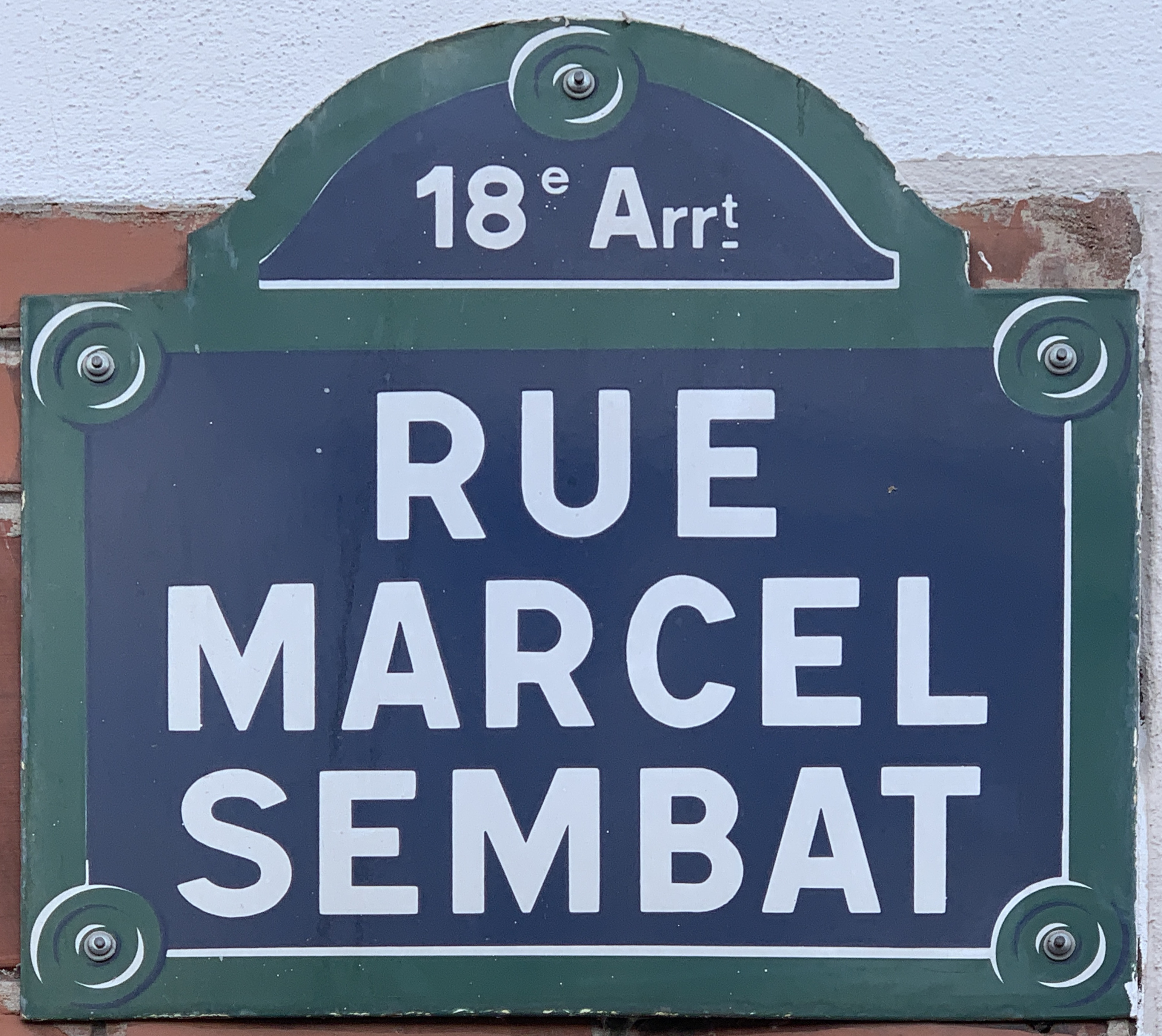
Plaque de la rue.

Elle porte le nom du député socialiste Marcel Sembat (1862-1922), chargé du ravitaillement pendant la Première Guerre mondiale. La station de métro du même nom (située à Boulogne-Billancourt) ouvre sept ans plus tard.

## Historique
Cette rue est ouverte en 1926 et prend sa dénomination actuelle en 1927 sur l'emplacement du bastion no 38 de l'enceinte de Thiers.